# Magnolia sharpii
Magnolia sharpii är en magnoliaväxtart som beskrevs av V.V.Miranda. Magnolia sharpii ingår i släktet Magnolia och familjen magnoliaväxter. Inga underarter finns listade i Catalogue of Life.

## Bildgalleri

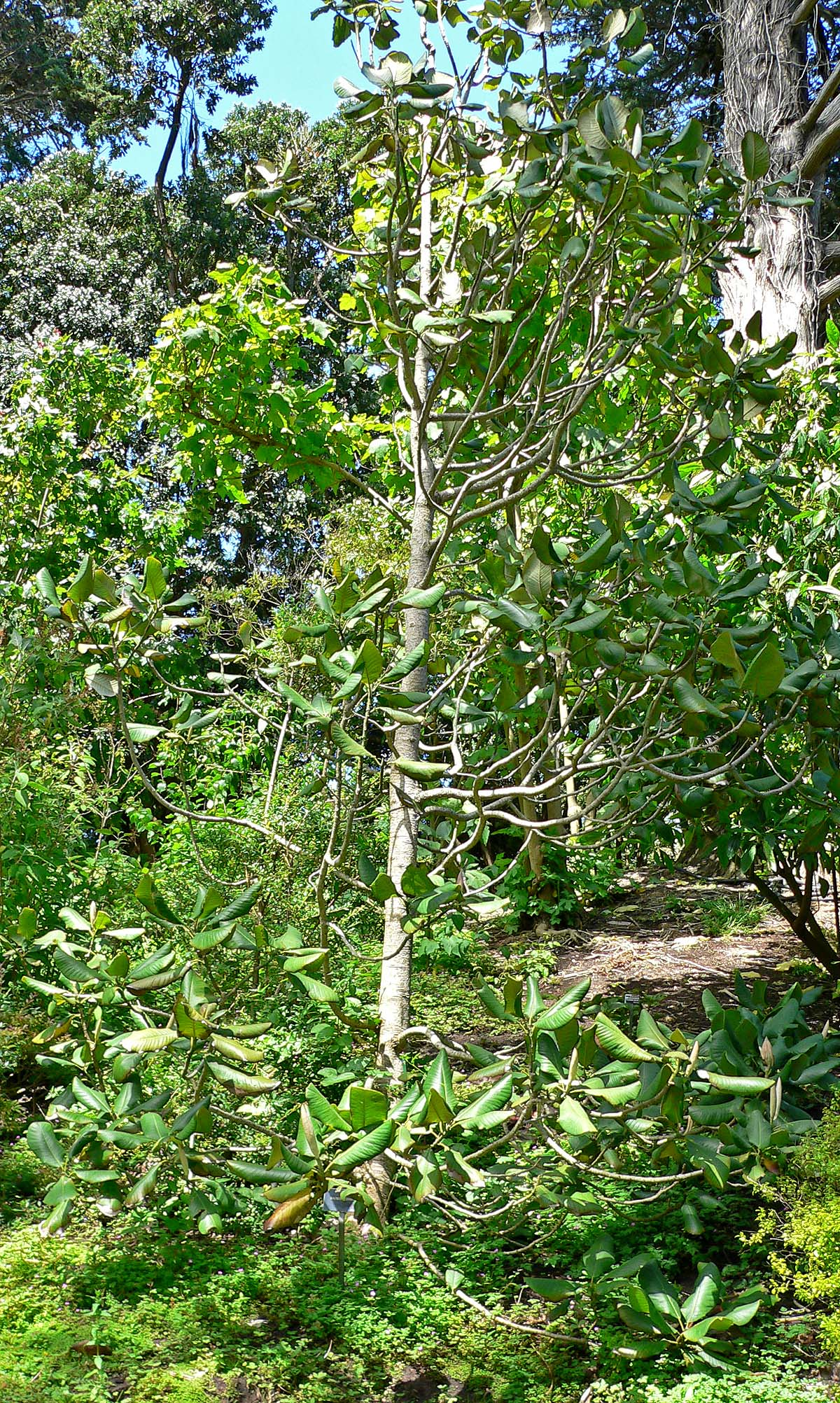
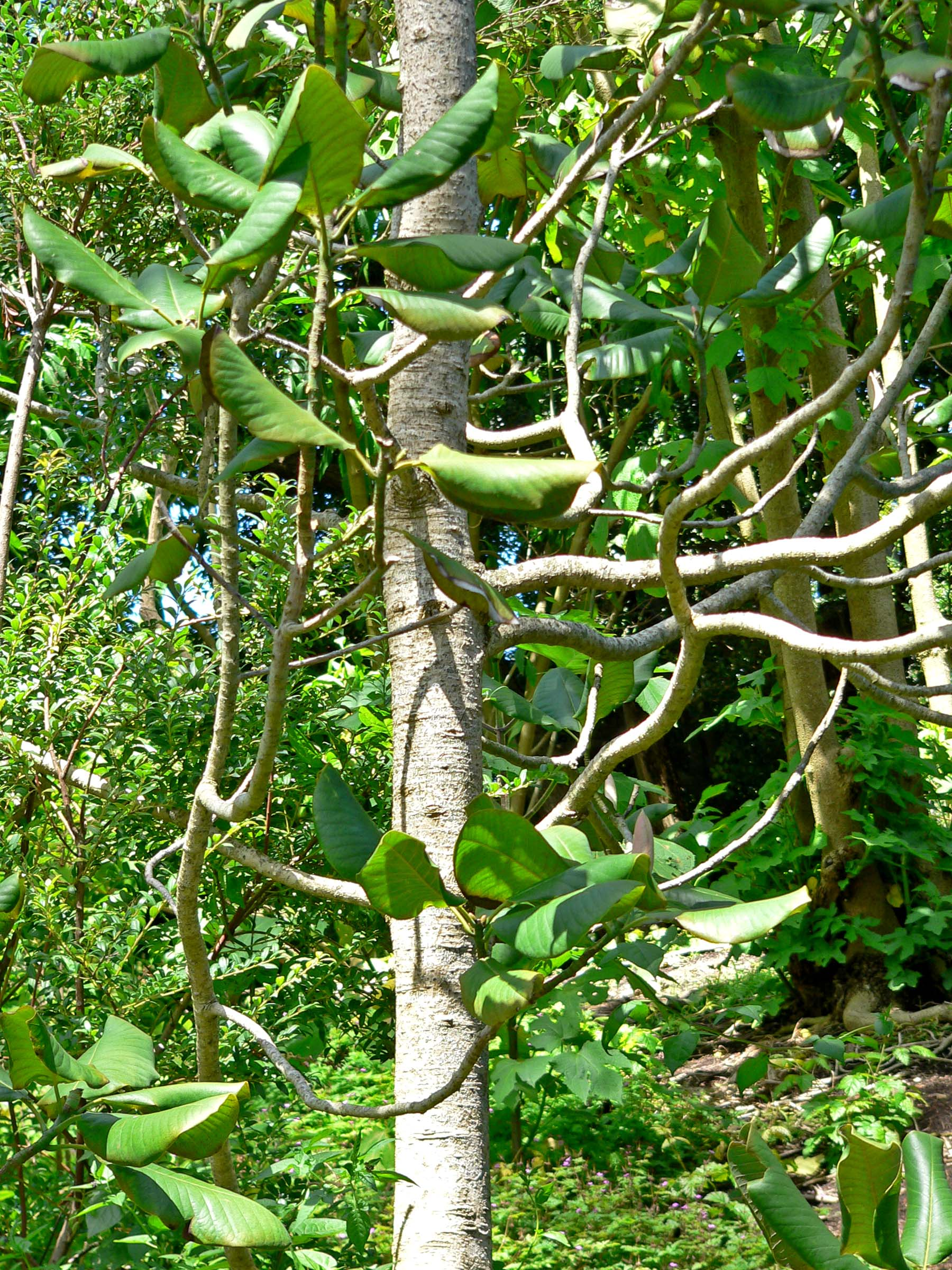
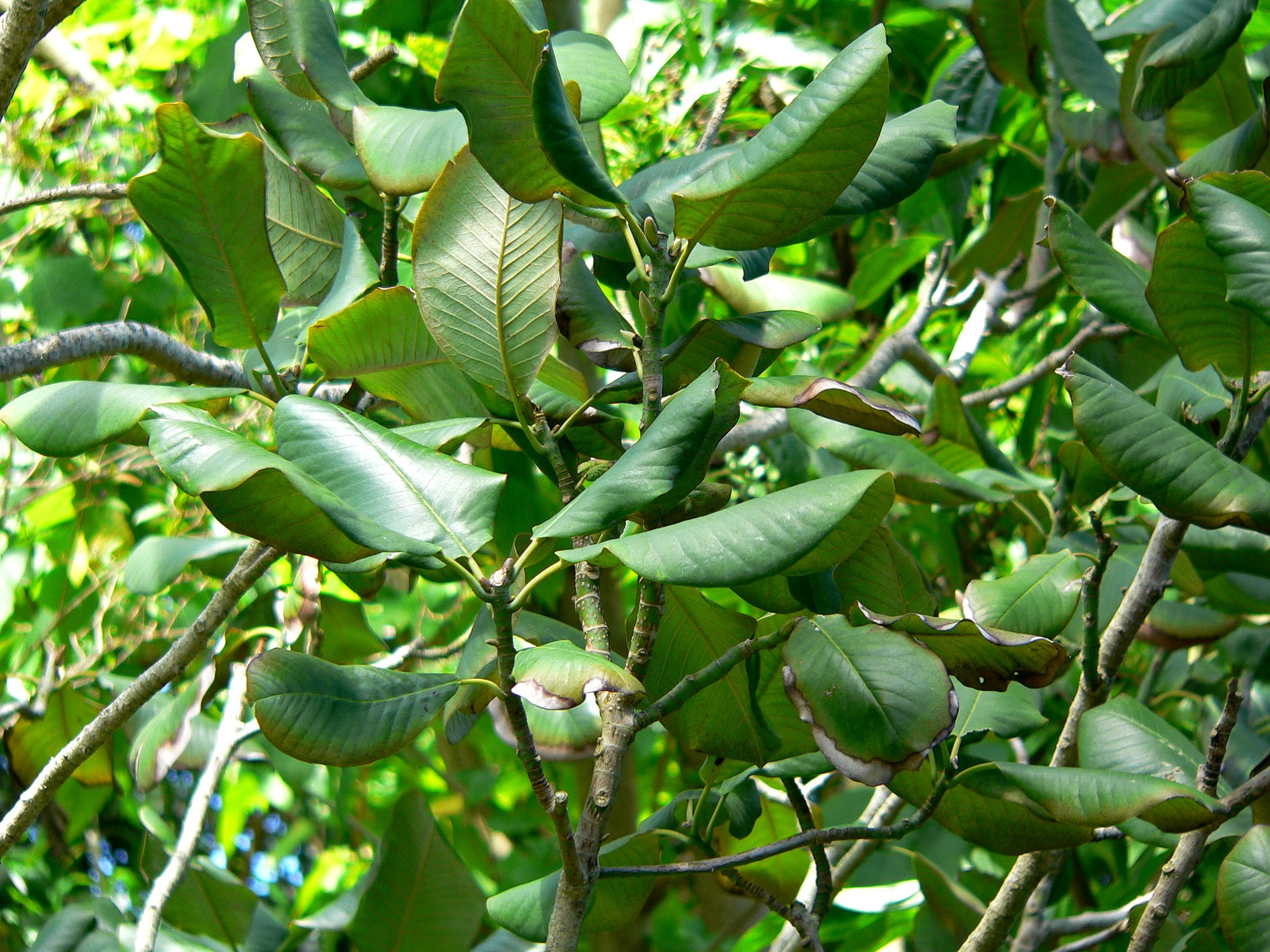